# Анна Окса
А́нна О́кса (итал. Anna Oxa; настоящее имя Илириа́на Хо́джа алб. Iliriana Hoxha, род. 28 апреля 1961, Бари) — итальянская певица албанского происхождения.

## Биография
Начала в карьеру в 1978 году с альбомом «Oxanna» синглом «Un’emozione da poco», одна из самых известных песен ее репертуара, занявшая 2-е место в Сан-Ремо (выступление в стиле «панк» тем не менее попало в телевизионную передачу «Мелодии и ритмы зарубежной эстрады» ТВ СССР), наряду с ней: «È tutto un attimo», «Donna con te», «Senza pietà» и «Ti lascerò».
За свою карьеру опубликовала 23 альбома, среди которых 19 студийных, 1 концертный и 3 сборника. Сотрудничала с такими артистами как Фаусто Леали, Ивано Фоссати и Роберто Веккиони. Четырнадцать раз принимала участие в фестивале в Сан-Ремо, дважды становилась победительницей: в 1989 году с «Ti lascerò», в дуэте с Фаусто Леали, и в 1999-м как солистка с «Senza pietà».
Параллельно с карьерой певицы, была телеведущей эстрадной программы субботнего вечера «RAI Fantastico», «Festival di Sanremo 1994» и некоторых других телепередач.
18 декабря 2021 года является гостем в программе Клаудио Бальони.
В 2022 году она входит в число судей Европейского шоу талантов Io Talent Europe, организованного Аннализой Минетти. Эпизоды проходили 5, 6, 7 и 9 июля 2022 года в Лондоне.
4 декабря 2022 года было объявлено об ее участии в фестивале Сан-Ремо 2023 года.
В мае 2023 начинается новый тур Voce Source с концертами в Турине, Милане и Риме